# Zesten

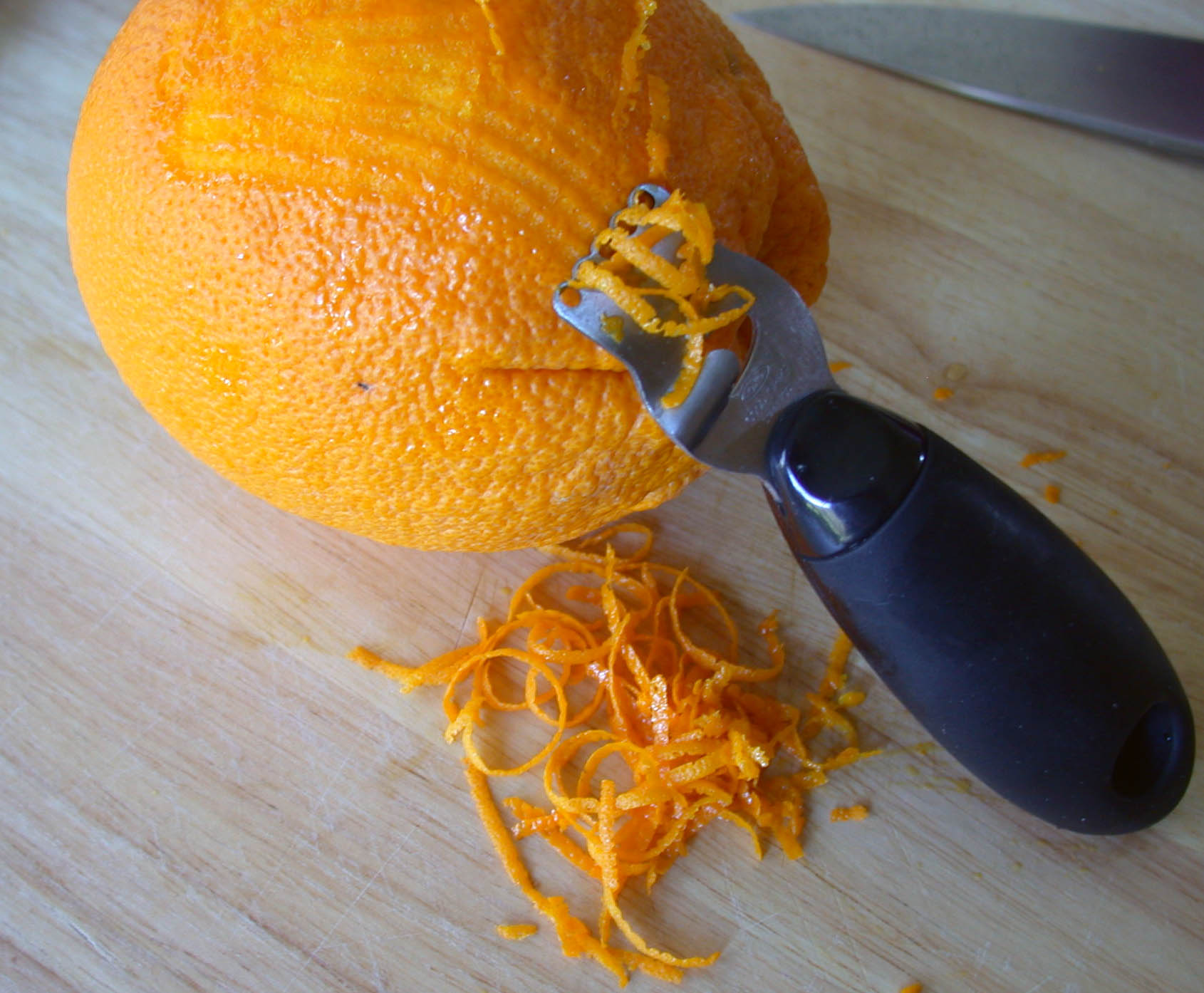
Herstellung von Orangenzesten mit Hilfe eines Zestenreißers

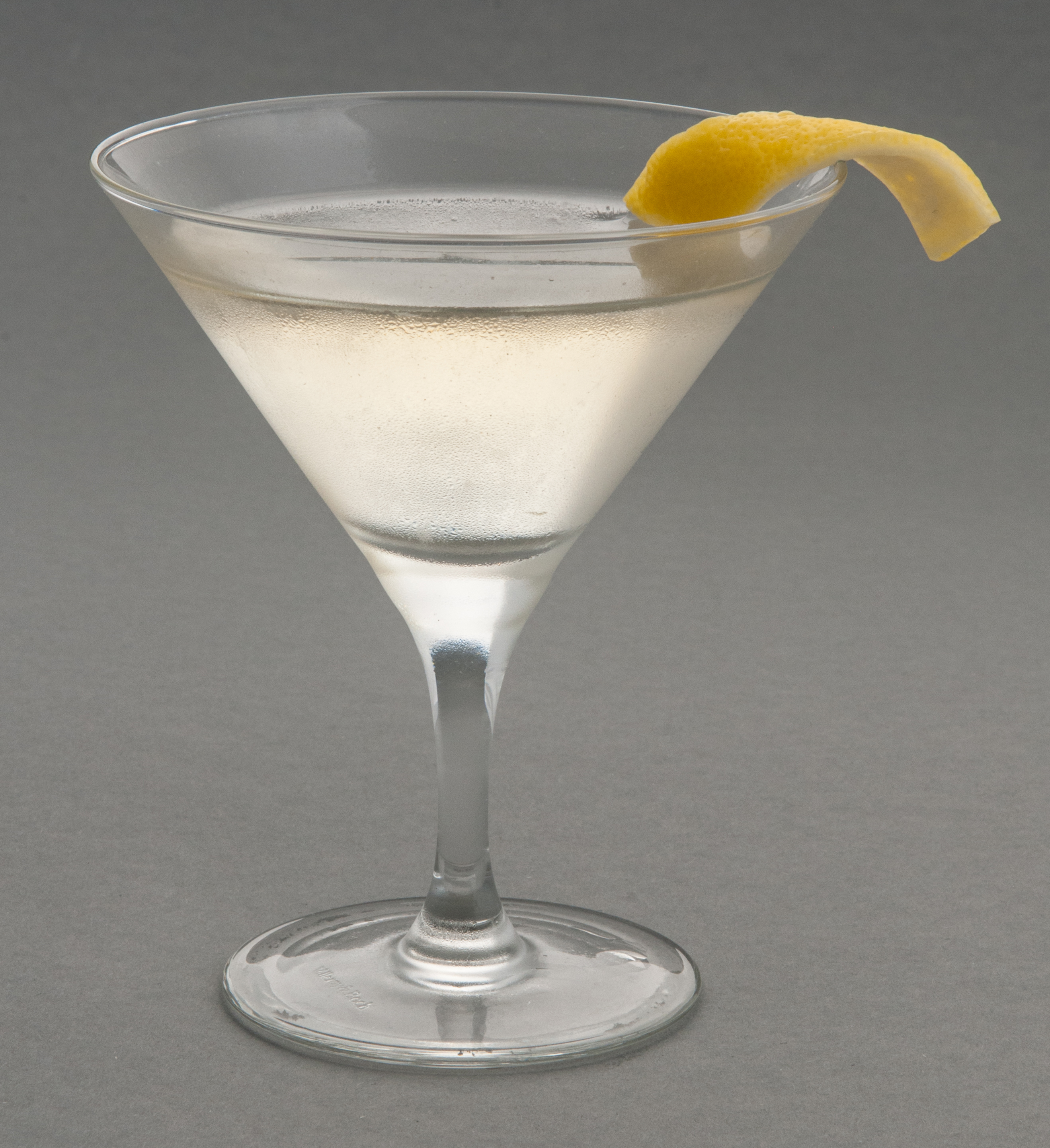
Ein Martini mit Zitronenzeste statt Olive

Zesten sind dünne Streifen der äußersten, farbigen Schicht aus der Fruchtschale von Zitrusfrüchten oder Gemüse.

## Herstellung und Verwendung
Zesten werden zum Dekorieren von Desserts (Zitruszesten) oder Suppen und Terrinen (Gemüsezesten) verwendet. Zesten von Zitrusfrüchten eignen sich zum Aromatisieren von Backwaren, Saucen und Getränken, da die dünnen Schalenstreifen frei von der bitterstoffhaltigen, weißen Unterschale sind. Für die Herstellung von Zesten sollten nur unbehandelte und ungewachste Zitrusfrüchte verwendet werden, wie Bio-Zitrusfrüchte. Außerdem sollten die Früchte bzw. das Gemüse vorher abgewaschen und abgetrocknet werden.
Zur Herstellung der Zesten kann ein Zestenreißer (Zesteur) verwendet werden. Das ist ein kleines Küchenwerkzeug, dessen Klinge mit scharfkantigen Löchern versehen ist. Alternativ können auch mit einem Sparschäler dünne Schalenstreifen abgeschält werden, die auf einem Schneidebrett mit einem Kochmesser in feine, Julienne-ähnliche Streifen geschnitten werden.
Bei der Zubereitung und Dekoration von Cocktails werden Zesten aus Zitrusfrüchten als Dekoration verwendet. In der Regel ist unter dem Begriff Zeste dann ein etwa daumengroßes, dünn geschnittenes Stück der äußeren Schale zu verstehen, nicht jedoch Julienne-Streifen.